# Guillaume de Chanac
Ne doit pas être confondu avec Guillaume V de Chanac.
Pour les articles homonymes, voir Chanac (homonymie).
Guillaume de Chanac (v.1320-1383), maître des écuries pontificales, chancelier du duc d’Anjou, évêque de Chartres et de Mende, cardinal au titre de Saint-Vital puis de Saint-Étienne au Monte Celio, cardinal-évêque de Frascati (1371-1383).

## Biographie
Il naquit à Paris à une date imprécise mais très certainement au début des années 1320. Fils de Guy de Chanac, chevalier du Limousin, originaire d'Allassac, et d’Isabeau dite Belotte de Montbron, il était le petit-neveu de Guillaume V de Chanac, évêque de Paris (1333-1342) et patriarche latin d’Alexandrie (1342-1348), le neveu de Foulques de Chanac, évêque de Paris (1342-1349). Un de ses neveux, Bertrand de Chanac, deviendra cardinal de 1385 à 1401.

### Professeur à la Sorbonne et maître des écuries pontificales
Il entra chez les bénédictins de Saint-Martial de Limoges. Devenu docteur en loi puis professeur à la Sorbonne, il fut aussi prieur de Longpont et de Vézelay.
En 1351, il accéda à la charge de maître des écuries de Clément VI. Ce séjour avignonnais lui valut d’être nommé, le 30 avril 1354, abbé de Saint-Florent lès Saumur. Il résida effectivement en Anjou puisqu’il devint chancelier du duc, en 1360, puis abbé de Bèze-Fontaine, en Bourgogne, deux ans plus tard.

### Le cardinal de Mende
Guillaume revint à Avignon vers 1367 pour rentrer à la Sainte Rote comme auditeur. Il fut d’abord élu évêque de Chartres le 22 septembre 1368 puis évêque de Mende le 8 janvier 1371.
Lors du consistoire du 30 mai 1371, Grégoire XI lui remit le chapeau de cardinal-prêtre de Saint-Vital puis il sera fait cardinal au titre de Saint-Étienne au Monte Celio. Connu désormais sous le nom de cardinal de Mende, il fit partie de ceux qui restèrent à Avignon lors du retour du pape à Rome.
Nommé cardinal-évêque de Frascati par Clément VII le 21 novembre 1383, il testa peu après, le 29 décembre, léguant 10 florins d’or à la cathédrale Notre-Dame-des-Doms d'Avignon.
Il décéda le lendemain et fut inhumé en l’église du couvent des dominicains. Ses restes furent transférés à l’abbaye Saint-Martial de Limoges en août 1384.